# Херман Вернер фон дер Асебург
Херман Вернер Франц Готлиб фон дер Асебург-Хиненбург (на немски: Hermann Werner Franz (Franziskus) Gottlieb Freiherr von der Asseburg zu Hinnenburg; * 17 февруари 1702 в Падерборн; † 21 юни 1779 в дворец Хиненбург при Бракел) е фрайхер от род фон дер Асебург, господар в замък Хиненбург, днес в град Бракел в Северен Рейн-Вестфалия, премиер-министър на Курфюрство Кьолн и служител в княжеското епископство Падерборн
Той е големият син на Ернст Константин фон дер Асебург-Хиненбург (1666 – 1726) и съпругата му фрайин Луция Отилия Франциска Волф-Метерних-Грахт (1680 – 1747), дъщеря на фрайхер Йохан Антон Волф-Метерних-Грахт и фрайин Анна Мария Магдалена фон Фюрстенберг цу Ватерлапе. Брат му фрайхер Вилхелм Антон фон дер Асебург (1707 – 1782) е княжески епископ на Падерборн (1763 – 1782).
Херман Вернер е любимец на курфюрст Клеменс Август Баварски. Той е императорски и куркьолнски таен съветник. През 1751 г. той става държавен и конференц-министър на Курфютрство Кьолн и отговаря за политиката. През 1755 г. обаче попада в немилост. Той също е главен маршал на княжеското епископство Падерборн, главен ловен-майстер, дрост на Руте, Вевелсбург и Вонеберг.
Между 1736 и 1745 г. той преобразва дворец Хиненбург в стил барок и създава нова барок-градина. Чрез женитбата си той получава имението Менцел.
Той става на 14 август 1770 г. рицар на „Домашния орден на Златния лъв“ на Ландграфството Хесен-Касел.
Херман Вернер е издигнат на фрайхер и умира на 77 години на 21 юни 1779 г. в Хиненбург.

## Фамилия
Херман Вернер фон дер Асебург-Хиненбург се жени за Терезия фон Дрозте († 1734). Бракът е бездетен.
Херман Вернер фон дер Асебург-Хиненбург се жени втори път на 15 ноември 1735 г. във Финзебек за фрайин Терезия София Антоанета фон дер Липе цу Финзебек (* 13 април 1710, Падерборн; † 28 януари 1788, Хилдесхайм), дъщеря на фрайхер Йохан Фридрих Игнац фон дер Липе (1673 – 1746) и фрайин Одилия Урсула Адолфина фон Шорлемер. Te имат три дъщери между тях:
- Мария Антонета Франциска София Валпурга Виктория Фелицитас фрайин фон дер Асебург (* 25 февруари 1744, Падерборн; † 6 октомври 1827, Мюнстер), омъжена на 28 януари 1765 г. в дворец Нойхауз, Падерборн за граф Йохан Игнац Франц Волф-Метерних-Грахт, наричан Елмпт цу Бургау (* 6 юни 1740, Бон; † 1 март 1790, Бон)
- Мария Тереза/Терезия Либерия Франциска фон дер Асебург (* 14 април 1740, Падерборн; † 2 март 1773, дворец Нойхауз), омъжена на 28 юни 1767 г. в дворец Хиненбург за Каспер Теодор Вернер фон Бохолц (* 27 юли 1743, Хауз Щьормеде; † 1822). Техният втори син Херман Вернер (1770 – 1849) се нарича като наследник „Граф фон Бохолц-Асебург“.